# Acanthephippium
Acanthephippium ist eine Gattung aus der Familie der Orchideen (Orchidaceae). Die dreizehn Arten kommen weit verbreitet in Südostasien vor.

## Beschreibung
Die Arten dieser Gattung bilden dicht nebeneinander stehende Sprosse mit jeweils begrenztem Wachstum. Die dicken Wurzeln sind von einem Velamen umgeben, das sieben bis 13 Zellschichten dick ist. Die Sprossachse ist zu zylindrischen Pseudobulben verdickt. Diese bestehen aus mehreren Internodien und tragen im oberen Bereich drei bis vier Laubblätter. Die Blattstiele bilden für einige Zentimeter oberhalb des Sprosses einen Scheinstamm. Die Blätter sind länglich-oval, dünn und längs der zahlreichen hervortretenden Blattadern gefaltet.
Der aufrechte Blütenstand erscheint seitlich aus der Basis der Sprossachse. Er ist schon voll entwickelt, wenn der Blätter tragende Spross gerade erst erscheint. Der Blütenstand ist traubig und nur wenige Zentimeter lang. Die resupinierten Blüten sind urnenförmig, die drei Sepalen bilden eine weitgehend geschlossene Form. Dabei ist das obere Sepal frei, während die beiden seitlichen an ihrer Basis mit der Säule verwachsen sind und eine Aussackung (Mentum) bilden. Die seitlichen Petalen sind frei, wesentlich schmaler als die äußeren Blütenblätter und fast ganz innerhalb der Blüte verborgen. Die Lippe ist dreilappig, die Seitenlappen sind nach oben geschlagen, der Mittellappen ist nach unten gebogen. Auch die Lippe ist bis auf den Mittellappen innerhalb der Petalen verborgen. Auf der Mitte der Lippe befindet sich ein aus mehreren Kielen bestehender Kallus. An der Basis ist die Lippe sehr schmal und beweglich an der Säule befestigt. Die Säule selbst ist an ihrer Basis zu einem „Säulenfuß“ verlängert, an dem die Lippe ansetzt und der mit den Sepalen eine Ausstülpung bildet. Zur Spitze hin ist die Säule geflügelt, das Staubblatt enthält acht Pollinien.
Bis zur Reifezeit der Kapselfrüchte strecken sich die Blütenstängel. Die zigarrenförmigen Kapseln stehen aufrecht.

## Verbreitung
Die Arten der Gattung Acanthephippium sind vom Südrand des Himalaya über das südliche China, ganz Indochina bis nach Indonesien, Neuguinea, die Salomonen, Fiji und Neukaledonien verbreitet. Ein disjunkt liegendes Areal befindet sich im südlichen Indien und Sri Lanka. Auch auf Taiwan und den Nansei-Inseln kommt eine Art vor.
Sie wachsen im Schatten immerfeuchter Wälder an gut mit Nährstoffen und Wasser versorgten Standorten. Man findet sie in Höhenlagen von 400 bis 1400 Meter.

## Systematik
Innerhalb der Unterfamilie Epidendroideae wurde die Gattung Acanthephippium von Dressler in die Tribus Arethuseae und dort in die Subtribus Bletiinae eingeordnet. Neuere Untersuchungen stellten jedoch eine nähere Verwandtschaft mit Gattungen wie Calanthe und Phaius fest. Diese Gruppe von Gattungen lässt sich in der Tribus Collabieae zusammenfassen.
Der von Blume publizierte Name war Acanthophippium, was allerdings von manchen Autoren als Schreibfehler angesehen wird. Typusart ist Acanthephippium javanicum.
Folgende Arten sind bekannt:    

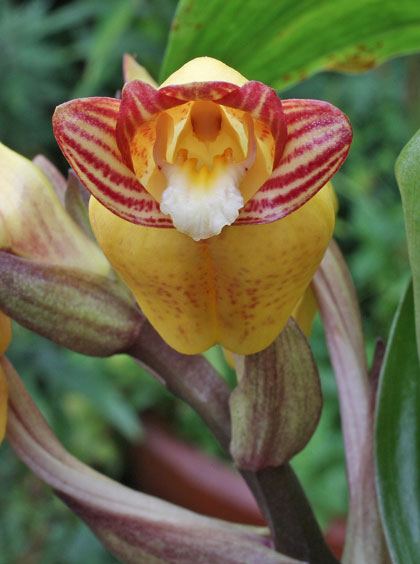
Blüte von Acanthephippium mantinianum

- Acanthephippium bicolor Lindl., Südspitze Indiens, Sri Lanka, Neuguinea.[3]
- Acanthephippium chrysoglossum Schltr., Sumatra.[3]
- Acanthephippium curtisii Rchb.f., Borneo.[3]
- Acanthephippium eburneum Kraenzl., Sumatra und Borneo.[3]
- Acanthephippium gougahensis (Guillaumin) Seidenf., Thailand und Vietnam.[3]
- Acanthephippium javanicum Blume, Malaysia, Borneo, Java, Sumatra, Neuguinea.[3]
- Acanthephippium lilacinum J.J. Wood & C.L. Chan in C.L. Chan. & al., Borneo.[3]
- Acanthephippium mantinianum L. Linden & Cogn., Philippinen.[3]
- Acanthephippium parviflorum Hassk., Vietnam, Sumatra und Java.[3]
- Acanthephippium pictum Fukuy.: Von den Sakishima-Inseln bis Taiwan.[3]
- Acanthephippium splendidum J.J.Sm.: Von Sulawesi bis Neuguinea und den Inseln im südwestlichen Pazifik.[3]
- Acanthephippium striatum Lindl., weit verbreitet vom Himalaya bis Java.[3]
- Acanthephippium sylhetense Lindl., weit verbreitet von Sikkim bis zu den Philippinen.[3]

## Belege
- Jim B. Comber (1990): Orchids of Java. S. 89f. Bentham-Moxon Trust, RBG Kew. ISBN 0-947643-21-4
- Alec M. Pridgeon, Phillip Cribb, Mark W. Chase: Genera Orchidacearum. Bd. 4/1: Epidendroidae (Part one). Oxford University Press, 2005. S. 117–120. ISBN 0-19-850712-7